# Bulgaars
Het Bulgaars (български език, bălgarski ezik) is een taal die door ongeveer 9 miljoen mensen gesproken wordt, voornamelijk in Bulgarije. Bulgaars behoort tot de Indo-Europese taalfamile en maakt deel uit van de zuidelijke groep van de Slavische talen. Het is nauw verwant aan het Macedonisch, dat door sommigen als een Bulgaars dialect wordt beschouwd.

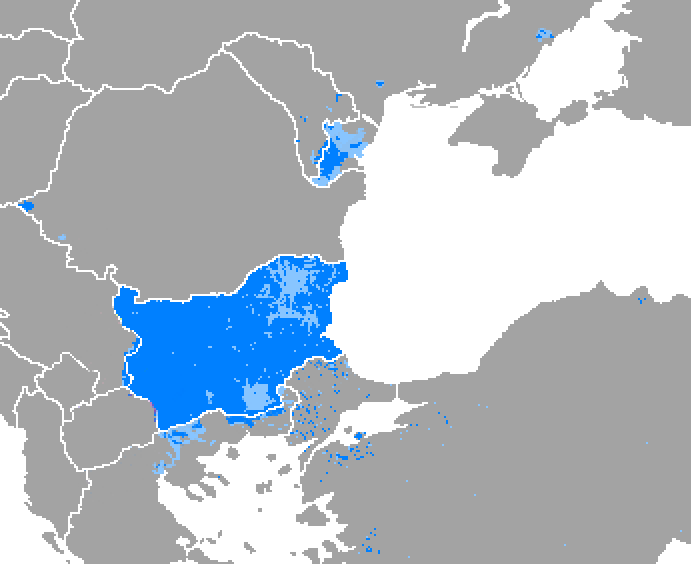
Verdeling van Bulgaarse sprekers op de Balkan en omliggende gebieden

## Alfabet

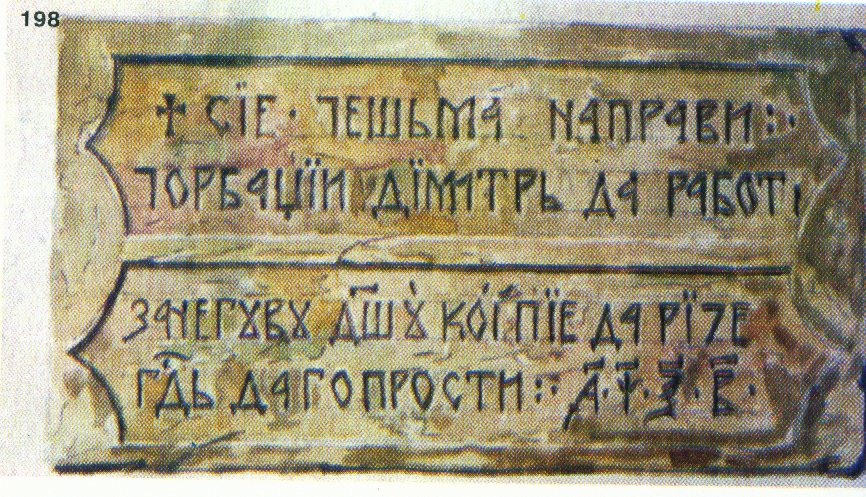
Stenen inscriptie met een kruis, geplaatst in 1762. Boven de uitloop van een van de oude fonteinen in de stad Tryavna. Het kruis heeft vier vleugels, waarvan de onderste vleugel langer is dan de andere; alle vleugels lopen aan de uiteinden breder uit. Het is gebeeldhouwd aan het begin van de tekst. Het is gebeeldhouwd met een driehoekig profiel. De plaat is gemaakt van grijze Poolse steen. Afmetingen: de steen is 44 cm hoog en 28 cm breed; het kruis meet 2,5 x 1,7 cm. Getekend in mei 1916. (Deel 3, plaat 2.)

Het Bulgaars wordt geschreven in het cyrillische alfabet met 30 letters. Hieronder staat het alfabet met de bijbehorende kenmerkende IPA-waarden voor de klank van elke letter:
| А а /a/ | Б б /b/ | В в /v/ | Г г /g/  | Д д /d/ | Е е /ɛ/  | Ж ж /ʒ/ | З з /z/  | И и /i/  | Й й /j/  |
| К к /k/ | Л л /l/ | М м /m/ | Н н /n/  | О о /ɔ/ | П п /p/  | Р р /r/ | С с /s/  | Т т /t/  | У у /u/  |
| Ф ф /f/ | Х х /x/ | Ц ц /ʦ/ | Ч ч /tʃ/ | Ш ш /ʃ/ | Щ щ /ʃt/ | Ъ ъ /ɤ/ | Ь ь¹ /ʲ/ | Ю ю /ju/ | Я я /ja/ |

¹ verzacht medeklinkers (consonanten) voor 'o'

## Grammatica
In het Bulgaars zijn de oorspronkelijke naamvallen (net als in het Nederlands) zo goed als verdwenen. Hierdoor is het eenvoudiger dan menig andere Slavische taal. Ter vergelijking, het Russisch kent nog 6 naamvallen en het Pools zelfs 7. Wel wordt de vocatief nog veel gebruikt. Bijzonder in het Bulgaars zijn speciale werkwoordsvormen om gebeurtenissen "van horen zeggen" te beschrijven, als de spreker er zelf geen getuige van was. Van de andere Slavische talen (behalve het Macedonisch) onderscheidt het Bulgaars zich, naast door het ontbreken van naamvallen, door een groot aantal samengestelde werkwoordstijden, het ontbreken van de infinitief van het werkwoord en het gebruik van lidwoorden. Deze lidwoorden worden als suffix achter het woord waarbij het hoort geplaatst, zoals ook in het Zweeds en Roemeens: човек, "man" vs. човекът, "de man"; добра жена, "goede vrouw" vs. добрата жена, "de goede vrouw".
¹: de "woordenboekvorm" van werkwoorden is de 1e persoon enkelvoud van de tegenwoordige tijd

## Idioom
Hoewel de meeste woorden een duidelijk Slavische afkomst hebben, is ook de invloed van diverse andere talen merkbaar, waaronder:
- Duits
- Frans
- Latijn
- Turks